# Liste der Baudenkmäler in Truden
Die Liste der Baudenkmäler in Truden (italienisch Trodena) enthält die sechs als Baudenkmäler ausgewiesenen Objekte auf dem Gebiet der Gemeinde Truden in Südtirol.
Basis ist das im Internet einsehbare offizielle Verzeichnis der Baudenkmäler in Südtirol. Dabei kann es sich beispielsweise um Sakralbauten, Wohnhäuser, Bauernhöfe und Adelsansitze handeln. Die Reihenfolge in dieser Liste orientiert sich an der Bezeichnung, alternativ ist sie auch nach der Adresse oder dem Datum der Unterschutzstellung sortierbar.

## Liste
| Foto |                 | Bezeichnung                                                                   | Standort                                           | Eintragung                   | Beschreibung | Metadaten                                                           |
| ---- | --------------- | ----------------------------------------------------------------------------- | -------------------------------------------------- | ---------------------------- | --- | ------------------------------------------------------------------- |
| ja   | Datei hochladen | Gasthof Kaltenbrunn ID: 18184                                                 | 46° 19′ 47″ N, 11° 22′ 30″ O Fraktion: Kaltenbrunn | 2. Sep. 1996 (BLR-LAB 4111)  | 1860 errichteter neoklassizistischer Bau, ehemaliger Sitz einer Brauerei mit angeschlossener Poststation und einem noch immer betriebenen Gasthof | KG: Truden Bauparzelle: 149                                         |
| ja   | Datei hochladen | Pausa mit Maria-Himmelfahrt-Kapelle ID: 17725                                 | 46° 20′ 9″ N, 11° 21′ 32″ O                        | 30. Dez. 1977 (BLR-LAB 9266) | zweigeschoßiger Ansitz, 1745 errichtete Kapelle                                                                                                   | KG: Truden Bauparzelle: 115/1, 116                                  |
| ja   | Datei hochladen | Pfarrkirche St. Blasius mit Friedhofskapelle und Friedhof in Truden ID: 17722 | 46° 19′ 17″ N, 11° 20′ 59″ O Fraktion: Truden      | 30. Dez. 1977 (BLR-LAB 9266) | spätgotische Kirche, Turm mit spätromanischem Unterbau und Spitzhelm                                                                              | KG: Truden Bauparzelle: 1 Grundparzelle: 1308                       |
| ja   | Datei hochladen | Pfarrkirche St. Lukan in San Lugano ID: 50234                                 | 46° 18′ 39″ N, 11° 23′ 43″ O Fraktion: San Lugano  | 4. Okt. 1957 (MD)            | romanischer Turm, spätgotische Kirche | KG: Truden Bauparzelle: 3 Grundparzelle: 53/1, 53/2, 53/3, 56, 66/3 |
| ja   | Datei hochladen | Rathaus ID: 17723                                                             | 46° 19′ 21″ N, 11° 20′ 57″ O Fraktion: Truden      | 30. Dez. 1977 (BLR-LAB 9266) | regelmäßig gestalteter Verwaltungsbau | KG: Truden Bauparzelle: 80                                          |
| ja   | Datei hochladen | Schmiedgasse 1-3 ID: 17724                                                    | 46° 19′ 23″ N, 11° 21′ 2″ O Fraktion: Truden       | 30. Dez. 1977 (BLR-LAB 9266) | zweigeschoßiger Bau mit Krüppelwalmdach und vergitterten Fenstern                                                                                 | KG: Truden Bauparzelle: 105                                         |

Falls bei einem Baudenkmal keine Koordinaten bekannt sind, werden ersatzweise die Katasterdaten zum Zeitpunkt der Unterschutzstellung angegeben. Diese sind weder offiziell noch zwingend aktuell.
Die vom Landesdenkmalamt übernommenen Adressen können veraltet sein.
| Foto:   | Fotografie des Denkmals. Klicken des Fotos erzeugt eine vergrößerte Ansicht. Daneben finden sich zwei Symbole: |
| ID      | Identifikator beim Südtiroler Landesdenkmalamt                                                                 |
| KG      | Katastralgemeinde                                                                                              |
| MD      | Ministerialdekret                                                                                              |
| BLR-LAB | Beschluss der Landesregierung – Landesausschussbeschluss                                                       |